# Існи-ім-Алльгой
Існи-ім-Алльгой (нім. Isny im Allgäu) — місто в Німеччині, знаходиться в землі Баден-Вюртемберг. Підпорядковується адміністративному округу Тюбінген. Входить до складу району Равенсбург.
Площа — 85,37 км2. Населення становить 14 321 ос. (станом на 31 грудня 2020).